# Миропіль (Новоукраїнський район)
Миро́піль — село в Україні, у Смолінській селищній громаді Новоукраїнського району Кіровоградської області. Населення становить 65 осіб. Орган місцевого самоврядування — Смолінська селищна рада. Село знаходиться за 3 км від водосховища Кільтен.

## Історія
Село знаходилось на землях Війська Запорізького. Після зруйнування Російською імперією Запорізької Січі, північніше Андріївки і Якимівки земельні володіння (станом на 1789 р. – 624 дес.) були надані чорногорській родині Вукотичів, що перейшли на службу царату. У серпні 1772 р. секунд-майор Іван Михайлович Вукотич придбав у генерал-майора Георгія Петровича Подгоричані землю розміром у 156 дес., де знаходиться сучасне село Миропіль. 
Наприкінці 1780-х років земельні володіння родини Вукотичів із селом Миропіль з трьох боків оточували землі казенного села Надлак.
До речі, саме вони розділяли Миропіль із ще одним поселенням Вукотичів – с. Вукитичиве.

## Населення

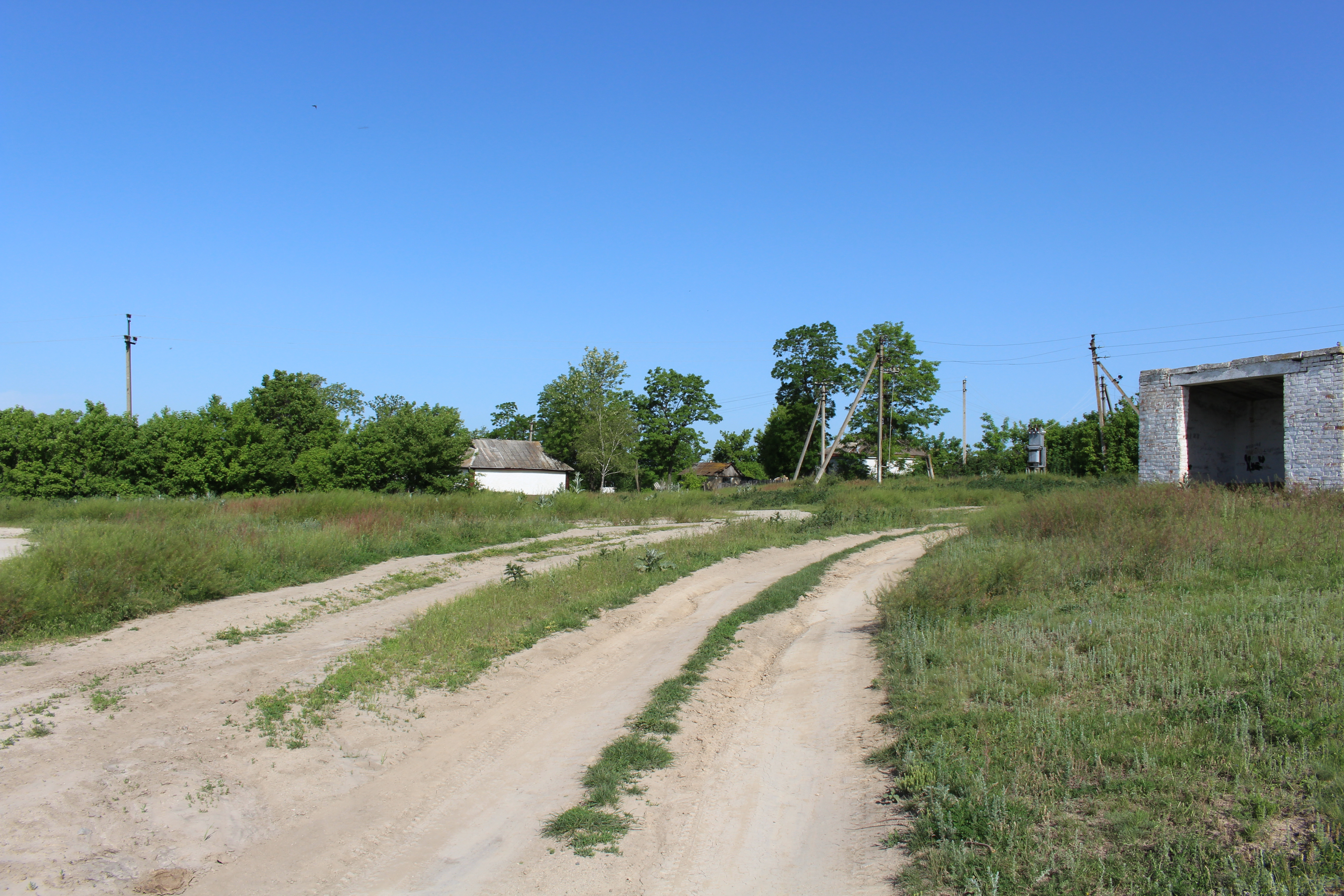
Початок села

Згідно з переписом УРСР 1989 року чисельність наявного населення села становила 107 осіб, з яких 43 чоловіки та 64 жінки.
За переписом населення України 2001 року в селі мешкало 105 осіб.

### Мова

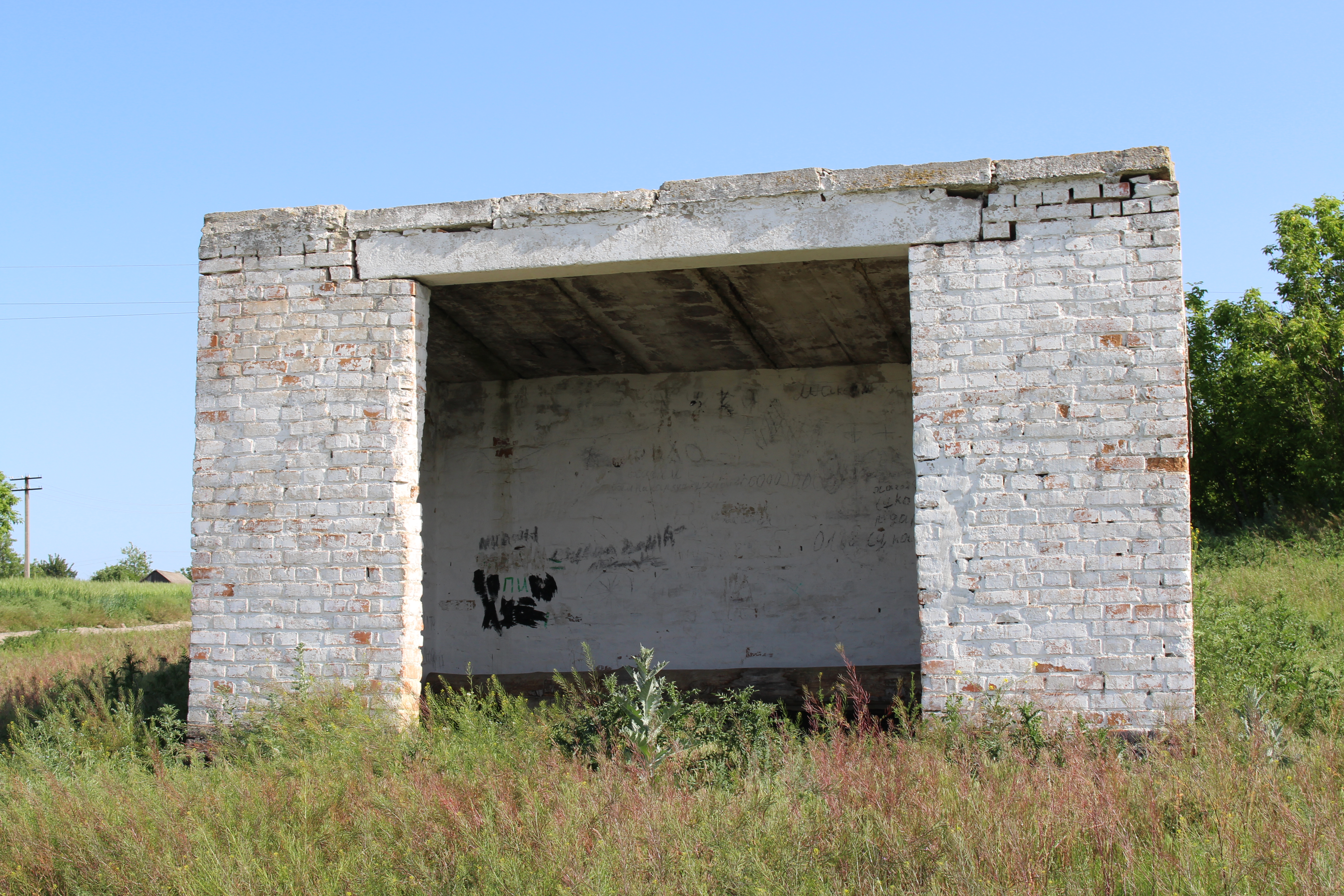
Зупинка

Розподіл населення за рідною мовою за даними перепису 2001 року:
| Мова       | Відсоток |
| ---------- | -------- |
| українська | 95,24 %  |
| молдовська | 3,81 %   |
| російська  | 0,95 %   |